# Háromfázisú hálózat

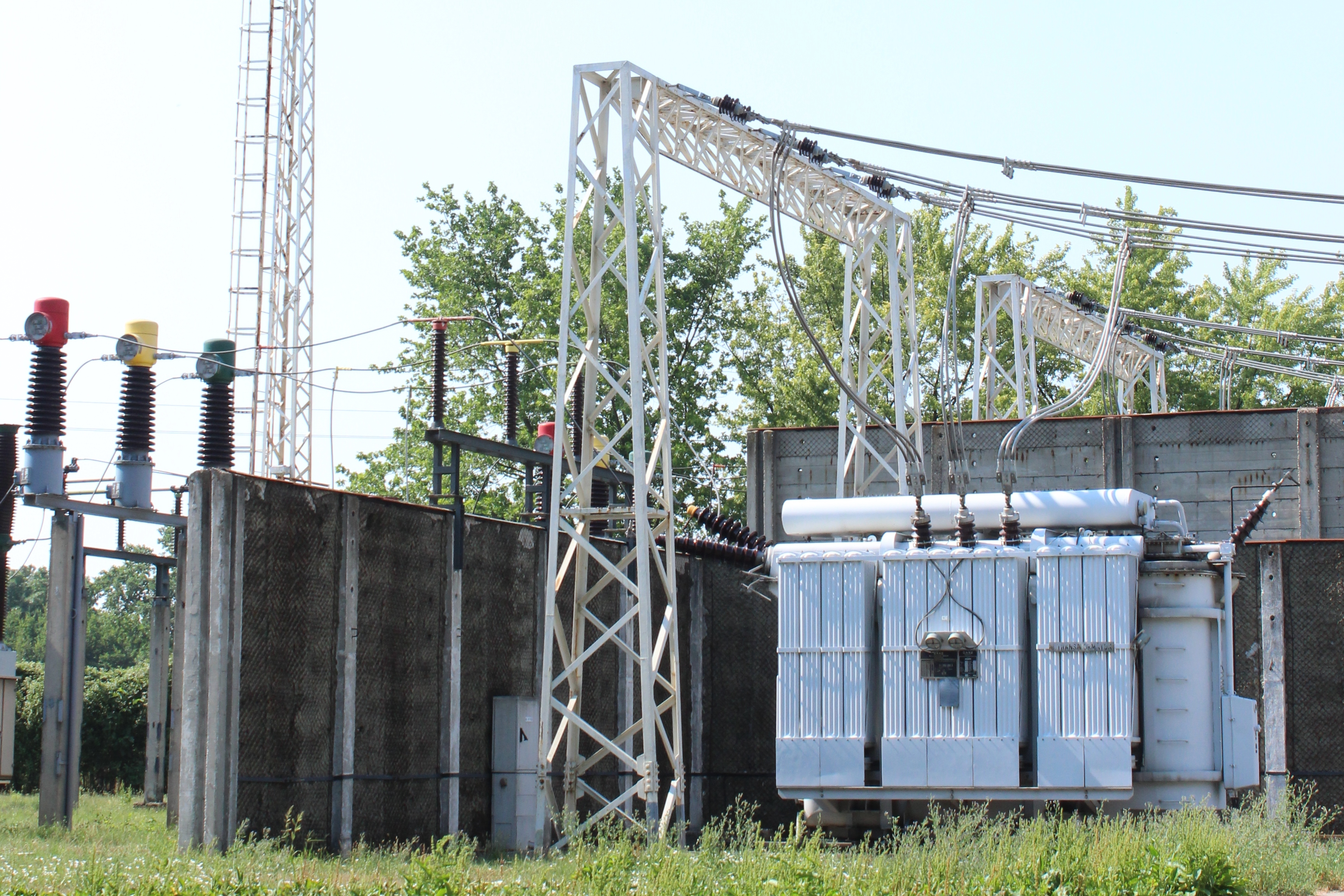
Háromfázisú transzformátor (Békéscsabán). Balra a primer betáplálási oldal, jobbra pedig az elmenő szekunder oldal

A háromfázisú villamos hálózat továbbítását és elosztását a váltakozó áramú elektromos rendszer végzi. Ez a fajta többfázisú hálózat a leginkább alkalmazott rendszer a világon. Többnyire nagy teljesítmény felvételű motoroknál és nagyobb áramfelvételt igénylő egyéb gépeknél, létesítményeknél alkalmazzák. A többfázisú villamos hálózatokat egymástól függetlenül találta fel Galileo Ferraris, Mihail Dolivo-Dobrovolszkij, Jonas Wenström és Nikola Tesla a késői 1880-as években.

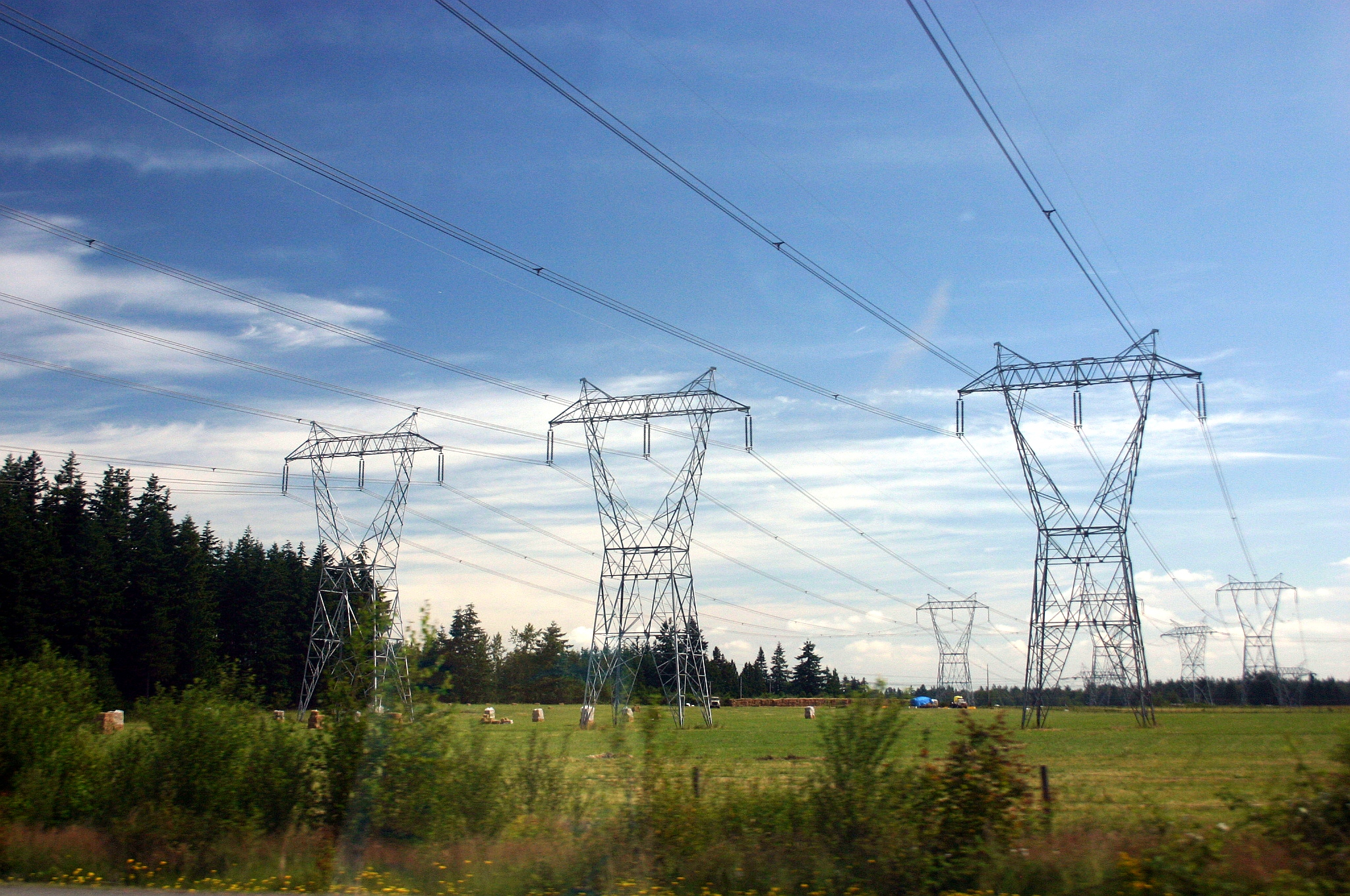
Háromfázisú villamos távvezetékek

## Termelése és átvitele

Animáció a három fázisú áram áramlásáról, a generátor és a fogyasztó között.

Az erőműben a villamos generátor a mechanikai energiát három váltakozó áramú elektromos áramkörré alakítja, a generátor állórészén 3 független tekercselésből ágazik le a három fázis vezető. A tekercsek úgy vannak elrendezve, hogy az áramok ugyanazon frekvencián szinuszosan váltakozzanak, de a csúcsok és hullámvölgyek azok hullám formák hullámalakjai három egymást kiegészítő áramot biztosítanak egy harmadik ciklus fázisszétválasztásával. A generátor frekvenciája jellemzően 50 vagy 60 Hz, országtól függően.
Az erőműben a transzformátor a generátor feszültségét az átvitelre alkalmas szintre feltranszformálja a veszteségek minimalizálása érdekében.
Az átviteli hálózaton a letranszformálások (transzformátorállomások) után a feszültség végül a szabványos értékűre csökken, mielőtt az áramot az ügyfelek felé továbbítanák.

## Háromfázisú transzformátor kapcsolási csoportjai

Váltakozó áram áramlása a transzformátorban. Feszültség indukálódik a szekunder oldalon (jobb oldali tekercs), amikor a feszültség változik a primer oldalon (bal). Ezt az elektromágneses indukció okozza

## Színkódok
A háromfázisú rendszer vezetékeit általában egy színkóddal azonosítják, hogy a kiegyensúlyozott terhelést lehetővé tegyék és biztosítsák a motorok megfelelő fázissorrendjét.
| Ország | L1 (R)             | L2 (S)                           | L3 (T)                 | Nulla (N)          | Föld/védőföldelés (PE)                                                  |
| --- | ------------------ | -------------------------------- | ---------------------- | ------------------ | ----------------------------------------------------------------------- |
| Ausztrália és Új-Zéland | Piros (vagy barna) | Fehér (vagy fekete)              | Sötétkék (vagy szürke) | Fekete (vagy kék)  | Zöld-sárga csíkos (zöld nagyon régi szereléseknél)                      |
| Kanada (kötelező) | Piros              | Fekete                           | Kék                    | Fehér vagy szürke  | Zöld, zöld-sárga csíkos vagy csupasz réz                                |
| Kanada (elszigetelt rendszerek) | Narancssárga       | Barna                            | Sárga                  | Fehér vagy szürke  | Zöld vagy zöld-sárga csíkos                                             |
| Európai Unió és az összes olyan ország, amely 2004 áprilisa óta CENELEC szabványokat használ (IEC 60446: Egyesült Királyság 2004. március 31. óta, Hongkong 2007 júliusa óta, Szingapúr 2009 márciusától, Oroszország 2009 óta (GOST R 50462) , Argentína, Ukrajna, Fehéroroszország, Kazahsztán | Barna              | Fekete                           | Szürke                 | Kék                | Zöld-sárga csíkos                                                       |
| Régebbi Európai tagállamok (az IEC 60446 előtt országonként változik) | Piros              | Sárga                            | Kék                    | Fekete             | Zöld-sárga csíkos                                                       |
| Egyesült Királyság 2006. április előtt, Hongkong 2009. április előtt, Dél-Afrika, Malajzia, Szingapúr 2011 februárja előtt | Piros              | Sárga                            | Kék                    | Fekete             | Zöld-sárga csíkos                                                       |
| India | Piros              | Sárga                            | Kék                    | Fekete             | Zöld/sárga csíkos vagy zöld                                             |
| egykori Szovjetunió tagállamai (Oroszország, Ukrajna, Kazahsztán) 2009 előtt, Kínai Népköztársaság | Sárga              | Zöld                             | Piros                  | Égkék              | Zöld/sárga csíkos                                                       |
| Norvégia | Fekete             | Fehér/Szürke                     | Barna                  | Kék                | Sárga/zöld csíkos, a régebbi jelölés csak sárga vagy csupasz réz lehet. |
| Amerikai Egyesült Államok(bevett gyakorlat) | Fekete             | Piros                            | Kék                    | Fehér, vagy szürke | Zöld, zöld/sárga csíkos                                                 |
| Amerikai Egyesült Államok (alternatív gyakorlat) | Barna              | Narancssárga (delta rendszerek)  | Sárga                  | Szürke, vagy fehér | Zöld                                                                    |
| Amerikai Egyesült Államok (alternatív gyakorlat) | Barna              | Ibolya (wye csillag, rendszerek) | Sárga                  | Szürke, vagy fehér | Zöld                                                                    |

## Érdekesség
- Magyarországon a régi szereléseknél a védővezetőt/földelést piros színnel jelölték, vagy piros alumínium, réz sínnel.

## Fordítás
- Ez a szócikk részben vagy egészben  a   Three-phase_electric_power című angol Wikipédia-szócikk ezen változatának fordításán alapul.  Az eredeti cikk szerkesztőit annak laptörténete sorolja fel. Ez a jelzés csupán a megfogalmazás eredetét és a szerzői jogokat jelzi, nem szolgál a cikkben szereplő információk forrásmegjelöléseként.